# Брейкинг на летних юношеских Олимпийских играх 2018
Соревнования по брейкингу на летних юношеских Олимпийских играх 2018 года проходили с 7 по 11 октября в Paseo de la Costa в Буэнос-Айреса, столицы Аргентины. Были разыграны 3 комплекта наград: у би-боев и би-гёрлз и среди смешанных команд. В соревнованиях, согласно правилам, могли принять участие спортсмены рождённые с 1 января 2000 года по 31 декабря 2002 года.

## История
Брейкинг является новым видом программы, который дебютирует на III летних юношеских Олимпийских играх в Буэнос-Айресе.

## Квалификация
Каждый Национальный олимпийский комитет (НОК) может участвовать не более чем в 2 соревнованиях, по одному на каждый пол. В качестве принимающей стороны Аргентине предоставляется 2 квоты, по 1 квоте для девушек и юношей при условии участия в чемпионате мира среди молодежи.
Четыре квоты, по две на пол, первоначально должны были быть определены трехсторонним комитетом, однако ни одна из них не была выбрана, и места были перераспределены на чемпионат мира среди молодежи 2018 года. Остальные места были определены на чемпионате мира 2018 года среди молодежи, причем каждый континент гарантировал место на Играх при условии, что они соревновались. Не было спортсменов из Африки или Океании, конкурирующих среди девушек, и Австралия уменьшила свою квоту среди юношей
Общее число спортсменов, которые выступят на соревнованиях, было определено Международным олимпийским комитетом и составило 12 групп у юношей и 12 у девушек.

## Календарь
| ЦО | Церемония открытия | ● | Квалификации | 2 | Финалы соревнований | ЦЗ | Церемония закрытия |

| Октябрь  | 06 Сб | 07 Вс | 08 Пн | 09 Вт | 10 Ср | 11 Чт | 12 Пт | 13 Сб | 14 Вс | 15 Пн | 16 Вт | 17 Ср | 18 Чт | Соревнования |
| -------- | ----- | ----- | ----- | ----- | ----- | ----- | ----- | ----- | ----- | ----- | ----- | ----- | ----- | ------------ |
| Брейкинг | ●     | ●     | 2     |       | ●     | 1     |       |       |       |       |       |       | ●     | 3            |

## Медали

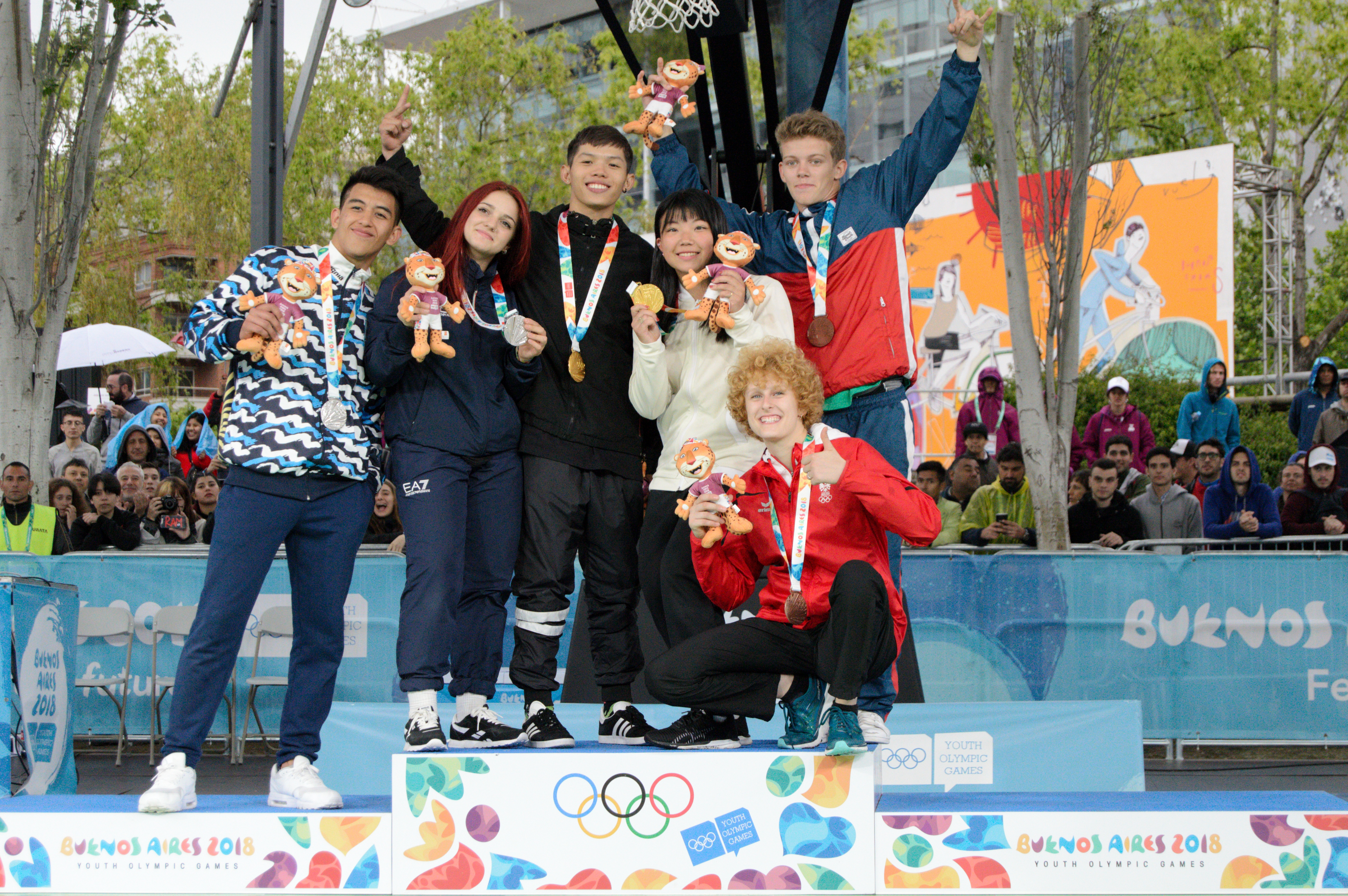
Олимпийские медалисты в дисциплине смешанных команд

| Дисциплина        | Золото    | Серебро    | Бронза         |
| ----------------- | --------- | ---------- | -------------- |
| Би-бои            | Bumblebee | Martin     | Shigekix       |
| Би-гёрлз          | Ram       | Emma       | Yell           |
| Смешанные команды | Ram B4    | Lexy Broly | Ella Bumblebee |